# Josep Maria Abella Batlle
Josep Maria Abella Batlle CMF (ur. 3 listopada 1949 w Lleidzie) – hiszpański duchowny rzymskokatolicki, biskup Fukuoki od 2020. 

## Życiorys
Święcenia kapłańskie przyjął 12 lipca 1975 w zgromadzeniu klaretynów. Był m.in. dyrektorem noclegowni w Osace i Nagoyi, radnym i przełożonym japońskiej prowincji zakonnej oraz szefem klaretyńskiego komitetu ds. ewangelizacji. W latach 2003–2015 był generałem zgromadzenia, a w kolejnych latach kierował parafiami w Imaichi i w Osace (parafia archikatedralna).
2 czerwca 2018 papież Franciszek mianował go biskupem pomocniczym archidiecezji Osaki oraz biskupem tytularnym Methamaucum. Sakry udzielił mu 16 lipca 2018 kardynał Thomas Aquino Man’yō Maeda.
14 kwietnia 2020 został mianowany biskupem ordynariuszem diecezji Fukuoki.